# Кошелівка (Житомирський район)
Кошелі́вка — село в Україні, у Житомирському районі Житомирської області. Населення становить 590 осіб.

## Історія
У 1906 році село Пулинської волості Житомирського повіту Волинської губернії. Відстань від повітового міста 40 верст, від волості 8. Дворів 101, мешканців 738.
У 1913 році дворянка Аршенєвська Інна Михайлівна та міщанин Борецький Павло Степанович володіли землею у розмірах 178 та 68,5 десятин.
Восени 1936 року із села до Карагандинської області Казахстану радянською владою було переселено 112 родин (548 осіб), з них 110 — польських і 2 — німецькі. Серед виселених 304 дорослих і 244 дитини.
Колишній орган місцевого самоврядування — Кошелівська сільська рада.

## Особистості
- Зінчук Микола Антонович  — фольклорист, педагог, казкар; зібрав та підготував до видання Українські народні казки у 40 томах.
- Ковнацький Олександр Людвігович (1977—2022) — солдат Збройних сил України, учасник російсько-української війни.
- Ковнацький Ярослав Ігнатович (нар.1919 — † 1992) — повний кавалер ордена Слави[4]